# Курбон, Убайдулло Абдулло
Убайдулло Абдулло Курбон (тадж. Убайдулло Абдулло Қурбон; род. 20 декабря 1961, Дангаринский район) — микрохирург, доктор медицинских наук (2004), профессор. Член Ассоциации пластической, реконструктивной и эстетической хирургии РФ. Почетный профессор Международного университета Вены. Отличник здравоохранения Республики Таджикистан. Лауреат Государственной премии им. Абуали ибни Сино и Международной премии «Сократ». Член Маджлиси Милли Маджлиси Оли Республики Таджикистан. Ректор ХГМУ (с 2016 г.)

## Биография
Убайдулло Курбон родился 20 декабря 1961 года в селе Куркудук Дангаринский района.

## Научная деятельность
Научные исследовании профессора Убайдулла Курбанова посвящены вопросам реплантации кистей, стопы верхней и нижней конечности, использования микрохирургической техники во время различных операций. Его перу принадлежит более 250 опубликованных научно-методических работ и 4 монографий, более 45 статей и свыше 200 тезисов, 8 изобретений и 60 рационализаторских предложений.

## Награды
- Медаль «За укрепление парламентского сотрудничества» (27 ноября 2014 года, Межпарламентская ассамблея СНГ) — за особый вклад в развитие парламентаризма, укрепление демократии, обеспечение прав и свобод граждан в государствах — участниках Содружества Независимых Государств[4].

## Научные труды
- Развитие и достижения реконструктивно-пластической хирургии в Таджикистане за 20 лет.
- Сборник «Актуальные вопросы реконструктивной и пластической хирургии», 2007;
- Основы микрохирургии (Методическое пособие), Д., 2009.